# Hänichen (Bannewitz)
Hänichen ist ein Ortsteil der sächsischen Gemeinde Bannewitz im Landkreis Sächsische Schweiz-Osterzgebirge.

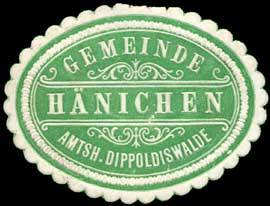
Siegelmarke der Gemeinde Hänichen

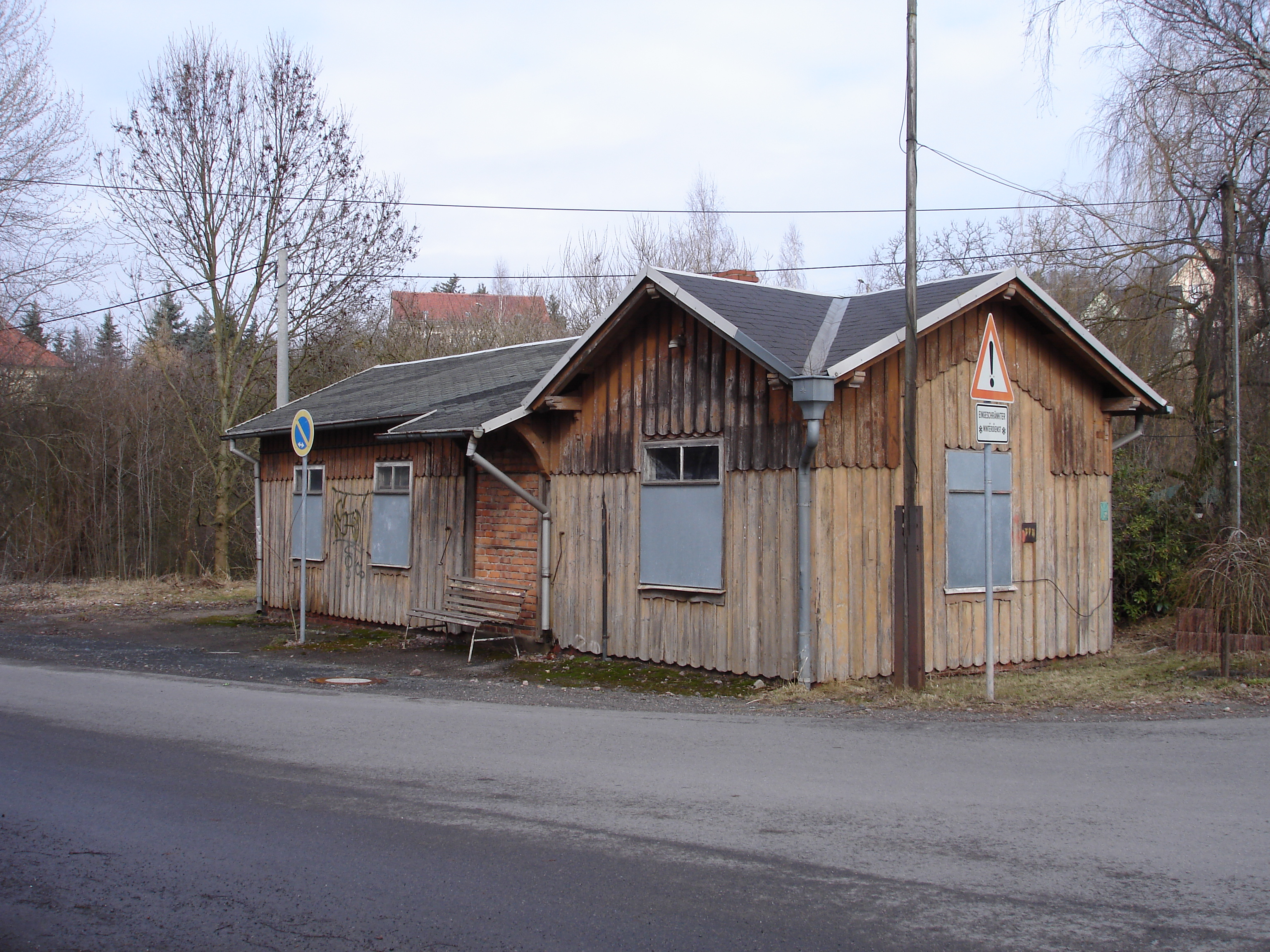
Ehemaliger Bahnhof Hänichen-Goldene Höhe

## Geografie
Der Ort liegt südlich des Hauptortes. Durch den Ort verläuft die Bundesstraße 170. Hänichen liegt am Oberlauf des Geberbaches bzw. in dessen Quellgebiet am Gohlig (Goldene Höhe).

### Nachbarorte
|            | Bannewitz                                   |         |
| Welschhufe | Kompassrose, die auf Nachbargemeinden zeigt | Rippien |
|            | Possendorf                                  |         |

## Geschichte

### Allgemein

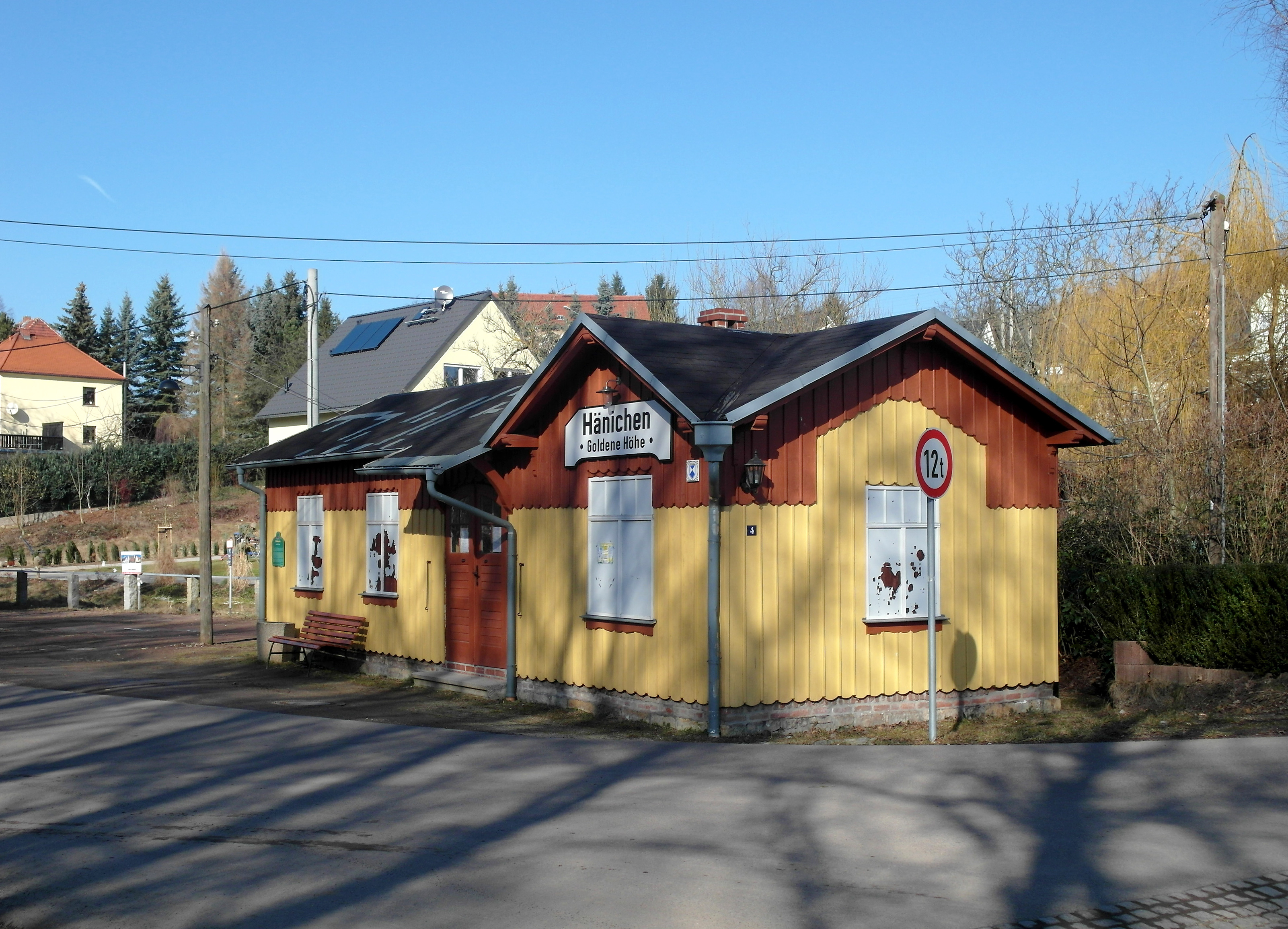
Ehemaliger Bahnhof Hänichen-Goldene Höhe (Zustand 2015)

Hänichen ist eine sorbische Ortsgründung. Erstmals erwähnt wird der Ort im Jahre 1324 als Henechin (zum kleinen Hain).
Im Jahre 1565 unterstand der Ort mit dem Vorwerk der Grundherrschaft Rabenau. 1846 wurde der Beckerschacht geteuft. 1850 wurde der Hänichener Steinkohlenbauverein gegründet, der bis 1906 bestand. Am 1. April 1857 fuhr der erste, mit Steinkohle beladene Güterzug vom Beckerschacht nach Dresden auf der neu erbauten Strecke der Hänichener Kohlenzweigbahn, der späteren Windbergbahn. 
Durch den Bergbau siedelten sich neue Arbeiterfamilien entlang der heutigen Bundesstraße 170 an, es entstanden neue Häuser. Im Jahre 1906 wurde der Bergbau eingestellt. 1818 wurden Strohhüte im Ort hergestellt. Auf dem Gelände der ehemaligen Geberbachteiche legte man 1868 einen Turnplatz für die erbaute Schule an, welche 1882 erweitert wurde. Entlang des Höhenweg entstanden 1960 eine Ortserweiterung. Bereits 1946 schlossen sich die Bauern des Ortes zu einer LPG zusammen, die sich 1952 der LPG Fortschritt Bannewitz anschloss. Heute hat die Dresdner Vorgebirgs Agrar AG ihren Hauptsitz im Ort, an der ehemaligen Trasse der Windbergbahn.

### Einwohnerentwicklung
Die nachfolgende Tabelle gibt einen Überblick zur Entwicklung der Einwohnerzahl von Hänichen:
| Jahr       | Einwohnerzahl                                   | Religion   | Religion    | Religion |
|            |                                                 | katholisch | evangelisch | sonstige |
| ---------- | ----------------------------------------------- | ---------- | ----------- | -------- |
| 1551       | 0011 (07 besessene Mann, 1 Gärtner, 3 Inwohner) |            |             |          |
| 1569       | 0021 (12 besessene Mann, 9 Hufen)               |            |             |          |
| 1764       | 0035 (25 besessene Mann, 1 Häusler, 9 Hufen)    |            |             |          |
| 1834       | 0166                                            |            |             |          |
| 1871       | 0808                                            |            |             |          |
| 1890       | 0792                                            |            |             |          |
| 1910       | 0726                                            |            |             |          |
| 1925       | 0776                                            | 9          | 669         | 98       |
| 1933       | 0795                                            |            |             |          |
| 1939       | 0810                                            |            |             |          |
| 1946       | 0947                                            |            |             |          |
| 1950       | 0911                                            |            |             |          |
| 1964       | 0755                                            |            |             |          |
| 2007       | 0942                                            |            |             |          |
| 2011       | 1074                                            |            |             |          |
| 2012       | 1038                                            |            |             |          |
| 30.06.2019 | 1185                                            |            |             |          |

## Sonstiges
- Ortsvorsteher ist Mirco Synde. (Stand 2019)[3]
- An der ehemaligen Bergbauhalde befindet sich die „Sportstätte Poisenblick“ mit mehreren Sportplätzen und einer Turnhalle.
- Im Ort gibt es eine gemeindliche Kindertagesstätte.